# Spaniens herrlandslag i fotboll
Spaniens herrlandslag i fotboll (spanska: Selección de fútbol de España) är Spaniens nationella fotbollslag för herrar och kontrolleras av det spanska fotbollsförbundet Real Federación Española de Fútbol. I juli 2008 rankades laget som nummer ett i Fifas världsranking för första gången i lagets historia och blev därmed en av endast sex nationer som toppat rankinglistan (och det första som aldrig vunnit världsmästerskapet i fotboll). Spanien vann sitt första VM-guld vid fotbolls-VM 2010 efter att ha besegrat Nederländerna med 1–0.

## Historia
Utan att ha spelat några officiella träningslandskamper gick Spanien rakt in i fotbollsturneringen vid Olympiska sommarspelen 1920 i Antwerpen i Belgien där man den 28 augusti 1920 slog Danmark med 1–0. Spanien tog till slut silvermedalj den gången.
Vid VM 1930 i Uruguay tackade Spanien nej till deltagande.
Spanien deltog i sitt första VM-slutspel 1934. Herrlandslagets deltagande slutade efter en kvartsfinal, ett resultat laget uppnått fler gånger sedan dess. Det spanska laget meriterade sig med en seger i den första omgången mot den sydamerikanska storheten Brasilien (3–1). I kvartsfinalen fick spanjorerna svårast tänkbara motstånd i hemmalaget Italien. Den första matchen slutade 1–1 men Spanien förlorade omspelet. 
Den 24 juni 2009 under semifinalen i Confederations Cup mot USA tog Spaniens vinstsvit på 15 vinster och 35 matcher utan förlust slut. Spanien är den enda landslaget under historien som vunnit tre turneringar i rad (EM-2008, VM-2010, EM-2012).

### VM efter 1950
1950 var Spanien tillbaka i VM och gjorde sin bästa turnering hittills i VM-sammanhang. Spanien vann samtliga matcher i det första gruppspelet. I det andra gruppspelet som avgjorde medaljplaceringarna kunde inte Spanien matcha de övriga lagen och fick nöja sig med en poäng efter oavgjort mot Uruguay. I matchen om bronsmedaljen vann Sverige med 1–3. 
1962 var Spanien tillbaka i VM men kunde inte ta sig vidare från gruppspelet utan slutade sista i gruppen tillsammans med Mexiko. Spanien vann bara en match mot Mexiko och även då satt segern långt inne. Den stora stjärnan i laget var Ferenc Puskás som varit med i världsmästerskapet i fotboll 1954 och tagit silver med sitt hemland Ungern men som sedan flytt Ungern 1956 och blivit spansk medborgare.
1966 kunde man inte ta sig vidare i en svår grupp där  blivande finalisterna Västtyskland och Argentina tog hand om kvartsfinalplatserna. Spanien och Västtyskland spelade en avgörande match, men tyskarna vann efter ett drömmål av Lothar Emmerich. Det hade fordrats att Spanien vunnit den matchen för att laget skulle nå kvartsfinal. 
1978 var Spanien tillbaka i VM men kunde återigen inte ta sig vidare från gruppspelet. I en grupp med Brasilien, Österrike och Sverige hamnade Spanien på tredje plats. En förlust mot Österrike kostade en plats i nästa gruppspel och då hjälpte inte oavgjort mot Brasilien och seger mot Sverige.
1982 anordnade Spanien Världsmästerskapet i fotboll, men landets lag imponerade inte i det första gruppspelet och var inte med och slogs om medaljerna. Efter förlust mot blivande finalisterna Västtyskland med 1–2 i den andra gruppspelsomgången och oavgjort mot England med 0–0 kunde Spanien inte ta sig vidare till semifinalen. 
1986 nådde Spanien kvartsfinal efter att slagit ut Danmark i åttondelsfinalen med 5–1. Skyttekungen Emilio Butragueño var lagets stora stjärna.
1998 var det spanska fotbollslandslaget en av favoriterna i VM men misslyckades efter bland annat en inledande förlust mot Nigeria (2–3). Spanjorerna lyckades inte ta sig vidare då istället Paraguay knep gruppens andra slutspelsplats. 
2002 gjorde Spanien ett av sina bästa VM. Spanien med bland andra Raúl i laget vann alla matcherna i gruppspelet och nådde kvartsfinal. I kvartsfinalen förlorade de mot hemmalaget Sydkorea efter straffsparkar.
I kvalificeringen till 2006 års världsmästerskap tvingades Spanien spela slutspel mot Slovakien efter att ha slutat på andra plats i sin grupp efter Serbien-Montenegro. Mot Slovakien vann man dock med 5–1 på hemmaplan efter ett hattrick av Luis Garcia. Returmatchen i Bratislava slutade 1–1. Spanien var därmed klart för VM i Tyskland. Världsmästerskapsturneringen i Tyskland började med att spanjorerna besegrade Ukraina med 4–0 och vidare segrar mot Tunisien och Saudiarabien. Laget åkte dock ut efter 1–3 mot blivande finalisterna Frankrike i åttondelsfinalen.
Spanien vann VM-guld, och sin första VM-medalj någonsin, 2010 i Sydafrika där de slog Nederländerna med 1–0 efter förlängning. VM-truppen i Sydafrika 2010 bestod mest av världsstjärnor. Det blev succé för det spanska landslaget. Tillsammans med Casillas, Puyol, Piqué och högerbacken Sergio Ramos så lyckades Spanien skapa en stabil försvarsspel, samt offensiv med andra spanjorer i laget som Iniesta, Xavi, Xabi Alonso, David Villa och Torres. Till slut gick man till final och vann sin första VM-Guld. Målet gjordes av Andrés Iniesta med bara några få minuter kvar att spela i förlängningen av finalen. Detta var Spaniens första VM-guld.
VM 2014 blev ett misslyckande för Spanien efter två förluster mot Nederländerna (1–5) och Chile (0–2). Den sista matchen vann Spanien med 3–0 mot Australien, men det räckte inte för att gå vidare från gruppspelet.
Spanien direktkvalificerade till VM 2018 efter vunnit kvalgruppen före bl.a. Italien. I turneringen inledde man med att spela 3–3 mot den iberiska grannen Portugal, besegra Iran med uddamålet (1–0), och därefter spela oavgjort mot Marocko (2–2). Det räckte för att vinna gruppen före Portugal på fler gjorda mål. I åttondelsfinalen tog det dock stopp efter att värdlandet Ryssland vunnit på straffar.

### EM
Spanien vann EM-turneringen 1964. Då valde flera av de stora länderna att inte vara med då turneringen ännu inte fått officiell EM-status vilket den fick i efterhand. EM-guldet bärgades på hemmaplan via finalseger mot Sovjetunionen. År 1984 var man i finalen men förlorade mot hemmalaget och rivalen Frankrike. 1988 nådde man slutspelet i Västtyskland men tog sig inte vidare från gruppen med Västtyskland, Italien och Danmark som motståndare. År 1996 och år 2000 nådde Spanien till kvartsfinalen i EM. År 2000 stod man för en av turneringens mest rafflande och målrikaste matcher då man besegrade Jugoslavien med 4–3. År 2004 misslyckades man att ta sig vidare från gruppspelet. Detta ledde till att Iñaki Saez ersattes som förbundskapten av Luis Aragonés.
I EM 2008 i Schweiz och Österrike vann Spanien turneringen, efter seger med 1–0 mot Tyskland i finalmatchen i Wien, där matchens enda mål gjordes av Fernando Torres i den 33:e minuten. Spanien slog också Italien i EM 2012 finalen med slutresultatet 4–0, där bland annat Fernando Torres gjorde 3–0 i 84:e minuten och assisterande till 4–0 i 88:e minuten.
Under EM 2016 kunde Spanien inte försvara guldet efter att Italien blivit för svåra och vunnit med 2–0 i åttondelsfinalen.

## Förbundskaptener
- Javier Clemente 1992–1998
- José Antonio Camacho 1998–2002
- Iñaki Sáez 2002–2004
- Luis Aragonés 2004–2008
- Vicente del Bosque 2008–2016
- Julen Lopetegui 2016–2018
- Fernando Hierro 2018
- Luis Enrique 2018–2019
- Robert Moreno 2019
- Luis Enrique 2019–2022
- Luis de la Fuente 2022–

## Spelare

### Spelartruppen
Följande spelare är uttagna till Världsmästerskapet i fotboll 2022.
Matcher och mål är korrekta per 17 november 2022 efter matchen mot Jordanien.
| Nr | Pos. | Namn              | Födelsedatum (ålder) | Matcher | Mål |           | Klubb                  |
| -- | ---- | ----------------- | -------------------- | ------- | --- | --------- | ---------------------- |
| 1  | MV   | Robert Sánchez    | 18 november 1997     | 2       | 0   | England   | Brighton & Hove Albion |
| 13 | MV   | David Raya        | 15 september 1995    | 2       | 0   | England   | Arsenal FC             |
| 23 | MV   | Unai Simón        | 11 juni 1997         | 27      | 0   | Spanien   | Athletic Bilbao        |
|    |      |                   |                      |         |     |           |                        |
| 2  | F    | César Azpilicueta | 28 augusti 1989      | 42      | 1   | England   | Chelsea                |
| 3  | F    | Eric García       | 9 januari 2001       | 19      | 0   | Spanien   | Granada                |
| 4  | F    | Pau Torres        | 16 januari 1997      | 22      | 1   | Spanien   | Villarreal             |
| 14 | F    | Alejandro Balde   | 18 oktober 2003      | 0       | 0   | Spanien   | Barcelona Atlètic      |
| 15 | F    | Hugo Guillamón    | 31 januari 2000      | 3       | 1   | Spanien   | Valencia               |
| 18 | F    | Jordi Alba        | 21 mars 1989         | 87      | 9   | Spanien   | Barcelona              |
| 20 | F    | Dani Carvajal     | 11 januari 1992      | 31      | 0   | Spanien   | Real Madrid            |
| 24 | F    | Aymeric Laporte   | 27 maj 1994          | 16      | 1   | England   | Manchester City        |
|    |      |                   |                      |         |     |           |                        |
| 5  | MF   | Sergio Busquets   | 16 juli 1988         | 139     | 2   | Spanien   | Barcelona              |
| 6  | MF   | Marcos Llorente   | 30 januari 1995      | 17      | 0   | Spanien   | Atlético Madrid        |
| 8  | MF   | Koke              | 8 januari 1992       | 68      | 0   | Spanien   | Atlético Madrid        |
| 9  | MF   | Gavi              | 5 augusti 2004       | 13      | 2   | Spanien   | Barcelona              |
| 16 | MF   | Rodri             | 22 juni 1996         | 35      | 1   | England   | Manchester City        |
| 19 | MF   | Carlos Soler      | 2 januari 1997       | 12      | 3   | Frankrike | Paris Saint-Germain    |
| 26 | MF   | Pedri             | 25 november 2002     | 14      | 0   | Spanien   | Barcelona              |
|    |      |                   |                      |         |     |           |                        |
| 7  | A    | Álvaro Morata     | 23 oktober 1992      | 57      | 27  | Spanien   | Atlético Madrid        |
| 10 | A    | Lamine Yamal      | 21 januari 2008      | 19      | 3   | Spanien   | Barcelona              |
| 11 | A    | Ferran Torres     | 29 februari 2000     | 31      | 13  | Spanien   | Barcelona              |
| 12 | A    | Nico Williams     | 12 juli 2002         | 3       | 1   | Spanien   | Athletic Bilbao        |
| 17 | A    | Yeremi Pino       | 20 oktober 2002      | 7       | 1   | Spanien   | Villarreal             |
| 21 | A    | Dani Olmo         | 7 maj 1998           | 25      | 4   | Tyskland  | RB Leipzig             |
| 22 | A    | Pablo Sarabia     | 11 maj 1992          | 25      | 9   | Frankrike | Paris Saint-Germain    |
| 25 | A    | Ansu Fati         | 31 oktober 2002      | 5       | 2   | Spanien   | Barcelona              |

### Kända spelare
- Emilio Butragueño
- José Antonio Camacho
- Iker Casillas
- Alfredo Di Stéfano
- Joseba Etxeberría
- Andres Iniesta
- Rubén Baraja
- Xavi Hernández
- Raúl González
- Fernando Torres
- Amancio
- Ricardo Zamora
- Andoni Zubizarreta
- David Albelda
- David Villa
- Carles Puyol
- Sergio Ramos
- Marcos Senna
- Xabi Alonso
- Francesc Fàbregas
- Dani Güiza
- Josep Guardiola
- Fernando Hierro
- Juan Mata
- Jordi Alba
- Pedro Rodríguez
- David Silva
- Gerard Piqué
- Sergio Busquets
- Álvaro Arbeloa
- Jesús Navas
- Diego Costa
- Andrés Iniesta
- Víctor Valdés
- Jordi Alba
- Martín Montoya
- David de Gea